# Dogofiry
Dogofiry, est un village du pays Diafounou, chef-lieu de la commune rurale de Marékaffo, dans le cercle de Yélimané, région de Kayes en république du Mali,.

## Géographie
La localité de Dogofiry est située sur la rive gauche de la Kolimbiné et au sud la route nationale RN 23 (axe Kayes-Yélimané) à 51 km à l'ouest du chef-lieu de cercle Yélimané. 

## Population
La population du village de plus de 3 500 habitants appartient à l'ethnie des Soninkés.